# 黎澍 (1883年)
黎澍（1883年—1954年），字劭平，湖北黄陂人，中华民国政治人物。

## 生平
1883年，黎澍出生。毕业于京师师范学堂。此后，出任大清银行江西分行总理。辛亥革命后，历任总统府副秘书长，湖北省财政司长、湖北省国税筹备处处长、湖北省财政厅厅长等职。曾经当选为湖北省临时参议会参议员。